# 李懐遠
李 懐遠（り かいえん、生年不詳 - 706年）は、唐代の官僚・政治家。字は広徳。本貫は邢州柏仁県。

## 経歴
幼くして父を失い、貧家にあって学問を好んで、文章を作るのを得意とした。四度科挙に応じて及第し、司礼寺少卿に累進した。邢州刺史として出されたが、郷里の州であることから、固辞して就任しなかった。冀州刺史に転じた。まもなく揚州・益州の大都督府長史に相次いで任じられたが、赴任しないうちに、同州刺史に転じた。清廉簡素な統治で知られた。入朝して太子左庶子となり、太子賓客を兼ね、右散騎常侍・春官侍郎を歴任した。大足元年（701年）、鸞台侍郎に転じた。2月、同鳳閣鸞台平章事（宰相）となった。7月、宰相から退任し、銀青光禄大夫の位を加えられ、秋官尚書に任じられた。検校太子左庶子を兼ね、平郷県男の爵位を受けた。長安4年（704年）、老齢のため辞職を求め、秋官尚書の解任を許され、太子左庶子に任じられた。ほどなく太子賓客となった。神龍元年（705年）、左散騎常侍・兵部尚書・同中書門下三品（宰相）に任じられ、金紫光禄大夫の位を加えられ、趙郡公に進封した。神龍2年（706年）4月、病のため致仕を請願し、許可された。中宗が長安に行幸すると、7月、懐遠は左散騎常侍・同中書門下三品となり、知東都留守をつとめた。
9月戊午、死去した。侍中の位を追贈された。諡は成といった。
子に李景伯があり、給事中・諫議大夫・右散騎常侍を歴任した。

## 伝記資料
- 『旧唐書』巻90 列伝第40
- 『新唐書』巻116 列伝第41